# Cappelle (album)
Cappelle è un album del gruppo musicale degli Squallor, pubblicato nel 1978.

## Descrizione
Dopo il successo di Pompa (1977), nel 1978 il gruppo pubblica Cappelle, la cui copertina mostra una donna nell'atto di mordere - in maniera ambigua - un'Amanita muscaria, noto fungo velenoso. Avvolto nell'usuale e dissacrante prosa che ha contraddistinto il gruppo, il disco, presenta ben dieci nuovi pezzi. Le tematiche toccate nell'album sono diverse: dalla derisione dei miracoli e delle credenze popolari (Si Loca) alle provocazioni in chiave omosessuale (Radio Cappelle), passando per aneddoti erotici e divagazioni colme di humor e nonsense (D'Annunziata).  Prosegue inoltre la saga di Pierpaolo, personaggio fittizio introdotto nell'album Pompa con la canzone Famiglia Cristiana. Concerto all'aperto, traccia che apre l'album come una introduzione, descrive un surreale concerto durante un diluvio e cita il SIFAR servizio segreto dell'epoca. Degna di nota è Confucio, in cui, durante un comizio politico nel quale vengono citati fatti e nomi dell'italia di allora, accade di tutto: un bambino si perde e viene ritrovato sotto un giornale e soprattutto insulti diretti all'oratore. In Torna Pierpaolo il bambino ricattatore continua a tenere sotto scacco il padre miliardario, chiedendogli di inviare cospicue somme di denaro per i propri assurdi vizi.

## Tracce
1. Concerto all'aperto
2. Radiocappelle
3. L'Americano
4. Dannunziata
5. Si loca
6. Torna Pierpaolo
7. Uh'anema
8. Disastro
9. Confucio
10. Crosta Center Hospital

## Formazione
- Alfredo Cerruti
- Totò Savio
- Daniele Pace
- Giancarlo Bigazzi